# Cordillera Gallatin
La cordillera Gallatin o montes Gallatin (Gallatin Range) es un sistema montañoso de los Estados Unidos, una de las estribaciones orientales de las Montañas Rocosas localizada en el extremo noroeste del estado de Wyoming y la parte centromeridional de Montana. 
Parte de la vertiente meridional de la cordillera se encuentran dentro del parque nacional de Yellowstone, en su extremo noroeste y la mayoría del sistema montañoso está dentro del Bosque Nacional de Gallatin.
La cordillera debe su nombre a Albert Gallatin, antiguo Secretario del Tesoro de Estados Unidos (1801-14).

## Geografía

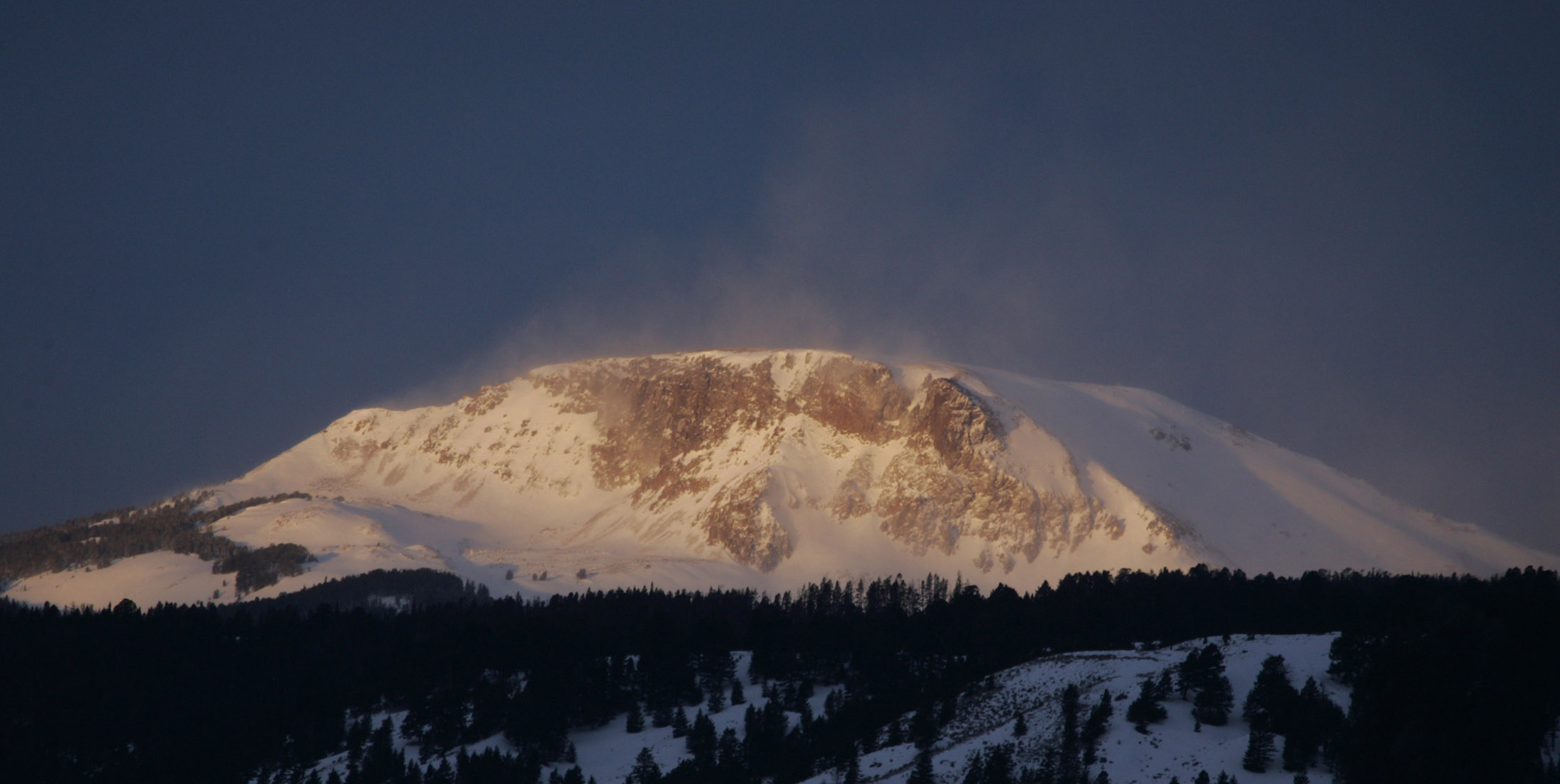
Montaña Steamboat (enero de 2006).

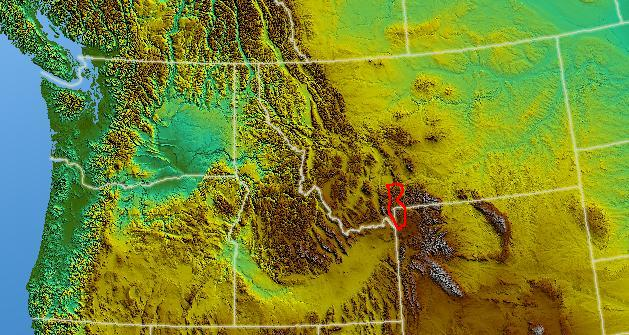
Localización de la cordillera Gallatin.

La cordillera discurre en dirección aproximada N—S, durante unos 120 km y tiene una media de 32 km de anchura. Tiene más de 10 montañas que superan los 3.000 metros de altura. El pico más alto es el pico Electric con una altura de 3.343 metros. La cordillera Madison discurre al oeste de forma paralela y al este lo hace la cordillera Absoroka. El extremo norte de la cordillera se encuentra cerca de Livingston (Montana) y el paso Bozeman separa los montes Gallatin de las cordillera Bridger, al norte.
La cordillera Gallatin es una parte integrante del ecosistema de Greater Yellowstone y en ella habitan osos grizzly, lobos y otras especies en peligro de extinción que también se pueden encontrar en el parque nacional de Yellowstone.

## Hidrología
En la cordillera se encuentran las fuentes del río Gallatin y parte de los ríos de la vertiente nororiental alimentan el río Yellowstone en su curso alto.

## Bosques petrificados
La cordillera Gallatin tiene uno de los mayores bosques petrificados del Eoceno. Los árboles petrificados son fósiles mineralizados de lo que una vez fue la madera de los troncos. Los árboles petrificados que se encuentran en los Gallatin fueron cubiertos por la lava y los ríos de ceniza de la actividad volcánica, unos 50 millones de años atrás. El Servicio Forestal de los EE. UU. («U.S. Forest Service») tiene un largo sendero interpretativo (3,2 km) en el que se detallan los árboles petrificados.

## Historia
La cordillera fue nombrada en julio de 1805 por Meriwether Lewis en honor a Albert Gallatin, Secretario del Tesoro de los Estados Unidos, en su viaje de regreso de la expedición de Lewis y Clark.
Varias de las históricas rutas al Oeste bordeaban los montes Gallatin por su extremo norte, cruzando el paso Bozeman: lo hacía la ruta Bozeman, una variante de la ruta de Oregón, y también la ruta Bridger, que permitía acceder a los campos de oro de Montana.